# 007 스펙터
《007 스펙터》(영어: Spectre)는 2015년 공개된 《007 시리즈》의 24번째 영화이자, 샘 멘데스 감독으로는 2번째, 다니엘 크레이그 주연으로는 4번째 시리즈이다.

## 줄거리
이전 M의 사후 메시지는 MI6 요원 제임스 본드를 멕시코시티로 보내 망자의 날 축제 중 경기장에서 폭탄 테러 시도를 저지하게 한다. 본드는 사망한 공격자 마르코 시아라에게서 문어 모양의 반지를 얻고 그가 비밀 조직과 연관되어 있음을 밝혀낸다.
런던에서 현재 M인 개러스 맬러리는 본드의 무단 행동에 대해 본드를 정직시킨다. M은 MI5와 MI6의 합병으로 형성된 새로운 민간 지원 합동 정보국 국장인 맥스 덴비(본드가 "C"라고 부르는)와 권력 투쟁을 벌이고 있다. C는 영국이 글로벌 감시 및 정보 이니셔티브인 "나인 아이즈"에 참여하고 '00' 부서를 폐쇄할 것을 주장한다. 이전 M이 시아라를 제거하고 그의 고용주를 추적하라는 사후 임무를 부여받은 본드는 MI6를 이탈하며, 이브 머니페니와 Q는 본드를 은밀히 돕기로 동의한다.
이전 M의 지시에 따라 본드는 로마에서 시아라의 장례식에 참석하고 암살자들로부터 그의 미망인 루시아를 구출한다. 루시아는 시아라가 20년 동안 사망했다고 알려진 프란츠 오버하우저가 운영하는 테러 네트워크와 연관되어 있음을 밝힌다. 시아라의 반지를 이용해 본드는 회의에 잠입하고, 그곳에서 오버하우저는 "창백한 왕"을 암살 대상으로 지목한다. 오버하우저는 본드를 알아보며, 본드는 개조된 애스턴 마틴 DB10을 타고 도시를 가로질러 도주하고 네트워크의 최고 암살자 힝스가 그를 추격한다. 머니페니는 창백한 왕이 조직의 자회사 퀀텀의 전 멤버인 화이트 씨임을 알아낸다. 본드는 알타우스제에서 탈륨 중독으로 죽어가고 있는 화이트를 찾아낸다.
본드는 화이트의 딸인 마들렌 스완을 보호하겠다고 제안한다. 정신과 의사인 스완은 "아메리카인"에 대한 지식을 가지고 있다. 화이트는 자살한다. 본드는 스완을 찾지만, 힝스와 그의 부하들이 그녀를 납치하기 전까지는 본드를 신뢰하지 않는다. 본드는 스완을 구출하여 그녀의 신뢰를 얻는다. Q는 르 시프르, 도미닉 그린, 라울 실바가 오버하우저의 조직의 요원임을 밝히고, 스완은 그 조직의 이름이 스펙터임을 밝힌다. 스완은 본드를 탕헤르의 한 호텔인 "아메리카인"으로 데려가고, 그곳의 비밀 방은 그들을 사하라 사막에 있는 오버하우저의 기지로 안내한다. 기지로 가는 도중 힝스가 그들을 매복하지만, 그들은 힝스와 싸워 물리친다. 기지에 도착한 본드와 스완은 오버하우저와 대면하고, 그는 스펙터가 합동 정보국과 나인 아이즈 프로그램에 관여했음을 밝힌다.
스펙터의 계획에 공모한 C는 스펙터에게 나인 아이즈가 수집한 정보에 무제한 접근 권한을 부여할 계획이다. 스완에게 그녀의 아버지의 자살에 대한 충격적인 기록을 보여준 후, 오버하우저는 본드에게 신경외과적 고문을 가한다. 그는 본드와 자신의 공유된 과거를 스완에게 이야기하며, 본드의 부모님이 돌아가신 후 그들이 입양 형제가 되었음을 밝힌다. 오버하우저는 아버지가 자신보다 본드를 더 사랑했다고 믿고 그를 죽이고 자신의 죽음도 위장했다. 그 이후 그는 본드를 목표로 삼기 위해 스펙터를 설립하고 에른스트 스타브로 블로펠드라는 이름을 채택했다. 본드와 스완은 풀려나 폭발하는 손목시계로 블로펠드를 기절시키고, 나인 아이즈가 온라인 상태가 되는 것을 막기 위해 런던으로 도주하기 전에 기지를 파괴한다.
런던에서 본드, 스완, M, Q, 빌 태너 및 머니페니는 C를 체포하기 위해 모이지만, 스완과 본드는 스펙터 요원들에게 따로 납치되고 다른 사람들은 계획을 진행한다. Q가 나인 아이즈가 온라인 상태가 되는 것을 막은 후, M과 C 사이의 치명적인 싸움으로 C는 사망한다. 본드는 실바의 폭탄 테러 이후 철거 예정인 구 MI6 건물의 폐허로 끌려가고, 그곳에서 스완은 인질로 잡혀 있다. 사하라 기지 파괴에서 얼굴에 심한 흉터를 입고 살아남은 블로펠드는 본드에게 스완을 포기하거나 구출을 시도하다 죽음을 무릅쓸 3분 시한을 준다. 본드는 스완을 찾고 건물 붕괴와 함께 탈출한다. 본드는 블로펠드의 헬리콥터를 격추하고, 헬리콥터는 웨스트민스터교에 추락한다. 블로펠드는 살아남아 M에게 체포된다. 나중에 본드는 Q에게 복원된 애스턴 마틴 DB5를 받아 스완과 함께 떠난다.

## 출연
- 다니엘 크레이그 - 제임스 본드 역
- 레아 세이두 - 마들렌 스완 역
- 크리스토프 발츠 - 프란츠 오버하우저 역
- 모니카 벨루치 - 루시아 사아라 역
- 랄프 파인즈 - M 역
- 데이브 바티스타 - 미스터 힝스 역
- 스테파니 시그만 - 에스트렐라 역
- 나오미 해리스 - 이브 머니페니 역
- 벤 위쇼 - Q 역
- 앤드루 스콧 - 댄비 역
- 로리 키니어 - 빌 태너 역
- 제스퍼 크리스텐슨 - 미스터 화이트 역
- 다니엘 웨스트우드 - 경찰 역
- 라스코 앳킨스 - 비지니스맨 역
- 자니 린치 - 보안요원 역
- 데트레프 보세 - 케이블카 남자 역
- 네브 가체브
- 마테오 타란토 - 마르코 역

## 내용주
1. ↑  스카이폴 (2012)에서 묘사되었다.